# Zoltan Norman
Zoltan Norman (n. 4 decembrie 1919, Timișoara, România – d. 27 decembrie 2001, Timișoara, România) a fost un jucător român de polo pe apă. El a concurat la Jocurile Olimpice de vară din 1952.